# 唇形拟态蛛
唇形拟态蛛（学名：Mimetus labiatus）为拟态蛛科拟态蛛属的动物。在中国大陆，分布于湖南等地。该物种的模式产地在湖南。